# Katnalu, Krishnarajanagara
Katnalu là một làng thuộc tehsil Krishnarajanagara, huyện Mysore, bang Karnataka, Ấn Độ.